# محاولة اغتيال حافظ الأسد
حاولَ بعضُ مؤيدي جماعة الإخوان المسلمون في 26 حزيران/يونيو 1980 اغتيال الرئيس السوري حافظ الأسد وذلك من خلال استهدافه بقنبلتين يدويتين ثم إطلاق مكثف للنيران بواسطة مدفع رشاش خلال انتظاره لدبلوماسي أفريقي في قصر الضيافة في دمشق. نجا الأسد من محاولة الاغتيال الفاشلة وهذه وذلك بعدمَا ركل قنبلة يدوية واحدة بعيدًا عنه في حين قام أحد حراسه برمي نفسه على القنبلة اليدوية الثانية. جاءَ الهجوم في سياق الانتفاضة إسلامية في سوريا. تسبّب الهجوم على الرئيس في سلسلة من الأعمال الانتقامية التي قامت بها القوات الحكومية وأبرزها مجزرة سجن تدمر التي حصلت في اليوم التالي. بعد عشرة أيام صدرَ قانونٌ مثير للجدل عُرف باسم القانون 49 وينصُ بوضوح على إعدام كل شخص ينتمي لجماعة الإخوان المسلمين.